# Mniejszości narodowe i etniczne w Gryficach
Mniejszości narodowe i etniczne w Gryficach – mniejszości zamieszkujące miasto Gryfice od średniowiecza.
Na gruncie autochtonicznej kultury dawnych plemion pomorskich (tzw. Wendów) na ziemiach gryfickich nawarstwiały się wpływy obce, przenoszone przez kolejne fale osadnicze, reprezentujące różne kultury regionalne z różnych okresów historii – od XII po XX wiek. Proces ten spowodował zatarcie kulturowych różnic, które jeszcze we wczesnym średniowieczu pozwoliły na określenie ich odrębności. Tak właśnie było w przypadku Wolinian, Pyrzyczan czy Kaszubów (według T. Wróblewskiego – Kaszubi jeszcze do roku 1246 zamieszkiwali tereny na wschód od Parsęty). Różnice, spotykane w XIX wieku czy po II wojnie światowej w samych Gryficach, w dialektyce i etnografii są wynikiem procesów różnicujących, spowodowanych migracją ludności, szczególnie pochodzenia niemieckiego. Przykładem może być kolejny etap germanizacji w XVI, pojawianie się polskich robotników w XIX wieku, czy masowe przesiedlenia i repatriacje w i po 1945 roku.
Na procesy asymilacyjne ludowej kultury regionu oddziaływały dwa czynniki – ilościowy wzrost żywiołu niemieckiego i normatywna działalność władz terenowych, które reprezentowały niemiecką, a po 1945 roku radziecką i polską specyfikę kulturową.

## Pojęcie kultury ludowej
Kultura ludowa obejmuje zakres zagadnień, które tyczą kultywowanej kultury niższych warstw społecznych. Cezuralnie obejmuje ona okres od średniowiecza do połowy XX wieku, kiedy odnotowuje się jej stopniowy zanik. W innym pojęciu jest sumą wytworów lokalnej społeczności wiejskiej. Jest przedmiotem szczegółowych badań różnorodnych kultur społecznych (np: mniejszości narodowych i etnicznych) z zakresu etnografii.
Kulturę ludową dzieli się na trzy kategorie, do których zaliczamy:
- kulturę materialną – osadnictwo, budownictwo, urządzenie wnętrz domów, ubiór, żywność, formy zagospodarowania terenu i gospodarowania ziemią, drobna wytwórczość, w tym sposoby obróbki surowców;
- kulturę społeczną – rodzina, wyznania (religia), organizacje obieralne, społeczne i zawodowe, formy prawne;
- kulturę duchową – język, pismo, wiedza o otaczającym nas świecie, tradycje kulturowe zachowane w obrzędach, utworach i muzyce ludowej[5].

## Osadnictwo niemieckie
W okresie przedlokacyjnym obecne ziemie gryfickie należały do książąt pomorskich z rodu Gryfitów. Rozwijało się na nich osadnictwo słowiańskie. Niemiecka literatura przedmiotu klasyfikowała ogólnie tę ludność do Wendów. Po lokacji miasta na prawie lubeckim w 1262 roku i po potwierdzeniu go dwa lata później przez Barnima I Dobrego rozpoczęła się powolna migracja ludności niemieckiej. Jeszcze w wieku XIV stanowili oni mniejszość etniczną (allochtoniczną), która asymilowała się z ludnością słowiańską. Źródła nie potwierdzają, aby w pierwszych dwóch wiekach istnienia miasta Greifenberg (dziś Gryfice) następowała silna germanizacja miasta, poprzez zakładanie tzw. chyż, do których usuwano ludność słowiańską. Na gryfickich wsiach występowały one w niewielkich ilościach. Germanizacja w pierwszej kolejności obejmowała rycerstwo i duchowieństwo. Najmniej podatne na jej wpływy było słowiańskie chłopstwo.
Pierwsza poważniejsza fala osadnictwa niemieckiego miała miejsce po przyjęciu luteranizmu w 1534 roku. Wtedy właśnie władza w mieście została całkowicie przejęta przez Niemców. Gerard Labuda w rozważaniach nad początkami osadnictwa niemieckiego na prawie niemieckim tak oto scharakteryzował etapy kolonizacji: cyt.

(…) Osadnictwo ludności niemieckiej na Pomorzu przyczyniło się do wprowadzenia nowych technik produkcji rolnej i rzemieślniczej, lepszych form organizacji pracy; ożywiło też wymianę towarową z szerszym światem. Równocześnie jednak przyniosło ono poważne skutki negatywne: oddało ważne działy gospodarki i organizacji społecznej w obce ręce lub pod wpływ obcej ideologii politycznej, zapoczątkowało (…) proces wynarodowiania znacznych połaci Pomorza (…).

Z pierwszą częścią opinii nie zgadza się Bogdan Dopierała, który wskazując narzucanie podobnej tezy przez niemiecką naukę podkreślał, że ludność słowiańska nie była na tyle ciemna, aby tej nie należał się najgłębszy szacunek i uznanie wobec naporu kolonizacji, ich rozwiązań technologicznych i organizacyjnych.
W okresie feudalnym panowały surowe przepisy, które dotyczyły poddanych. Mieszkańcy miasta byli podzieleni na cztery warstwy społeczne. Przynależność do poszczególnych warstw uzależniona była od piastowanych urzędów, zamożności, wykonywanego zawodu lub czynności. Na skutek wprowadzonych przepisów warstwy te zaczęły odróżniać się ubiorami i organizacją obrzędów. Wszelkie uroczystości rodzinne jak chrzciny, wesela, stypy musiały odbywać się w ściśle określonym czasie. Ilość uczestniczących w celebrach muzykantów, jakość podawanych potraw była uzależniona od przynależności do danej warstwy społecznej miasta. Wszelkie łamanie ustalonych przepisów prowadziło do wysokich sankcji karnych.

## Osadnictwo i emancypacja Żydów
Pierwsze wzmianki o Żydach pochodzą dopiero z 1692 roku a kolejne z pierwszej połowy XVIII wieku, kiedy wspomniano o siedmiu rodzinach żydowskich. W 1728 roku w Greifenbergu zamieszkiwało 19 osób narodowości żydowskiej. W 1880 roku społeczność żydowska miasta liczyła 146 osób, a w 15 lat później – 204 osoby. Wśród zamieszkujących miasto Żydów znajdowali się kupcy, nauczyciele, rzeźnicy, garbarze, kuśnierze oraz drobni producenci siodeł, kapeluszy i waty.
W 1812 roku Fryderyk Wilhelm III ogłosił edykt, na mocy którego ludność żydowska uzyskała pełne równouprawnienie, ostatecznie potwierdzone w Prusach w 1869 roku (tzw. ustawa emancypacyjna). Ustawa ta z jednej strony gwarantowała uzyskanie obywatelstwa miejskiego, z drugiej narzucała liczne wymagania natury asymilacyjnej, np. wprowadzenie języka niemieckiego do nabożeństw, niemieckiej formy zapisu nazwisk i napisów na nagrobkach cmentarnych – macewach (hebr.) מַצֵּבָה w żydowskim kirkucie (jid.) bejsojlem, bejsakwores oraz zmiany wyglądu i stroju. Namacalnym świadectwem pobytu nielicznej liczby Żydów w mieście były synagogi wybudowane w XIX wieku. Pierwsza powstała w latach 40. XIX wieku, druga w II połowie tego wieku przy Poetensteig (dziś ul. 3 Maja). W Greifenbergu istniała szkoła dla żydowskich chłopców oraz cmentarz żydowski usytuowany przy Turnerstraße (dziś ul. Sportowa). W mieście odnotowano również działalność dwóch organizacji żydowskich, tj. Khevra kadishah (aram.) חברא קדישא, (pol.) Święte Bractwo Pogrzebowe (1880), które zajmowało się m.in. pochówkiem według prawa żydowskiego Halacha (hebr. הלכה, pol. Droga, zachowanie), a od 1931 roku charytatywna organizacja (niem. Israelitischer Frauenverein, pol. Stowarzyszenie Kobiet Żydowskich), które miało na celu wspieranie potrzebujących pomocy i pochówkiem kobiet.

## Kultura i tradycje żydowskie
Kultura żydowska różniła się przede wszystkim religią i obrzędowością, uwagę zwracały także stroje, na ogół skromne, lecz charakterystyczne dla tej grupy etnicznej. Mężczyźni nosili chałat (długie okrycie przypominające płaszcz), pod nim tałes kutn (rodzaj kamizelki z białego płótna) z charakterystycznymi frędzlami po bokach, który był wypuszczony na krótkie (z reguły do kolan) spodnie. Jedną z bardziej charakterystycznych cech męskiego stroju żydowskiego stanowiła jarmułka (niewielka płaska czapeczka przykrywająca ciemię) z reguły ukryta pod spiczastym kapeluszem lub czapką, w zależności od lokalnej mody. Ubiór uzupełniały białe wełniane pończochy oraz długie buty z cholewami. W dni świąteczne zakładano sztrejmł – rodzaj kapelusza z szerokim rondem z futra lisiego lub sobolego. Kobiety z reguły niczym się nie różniły od miejscowych mieszczek czy chłopek. Najczęściej nosiły długie suknie, na które zakładały fartuszki. Nakrycie głowy stanowiła peruka bądź chustka. Mężatki miały ogolone głowy, bo według tradycji nie powinny budzić pożądania u mężów. Poza tym kobietom zabraniano noszenia drogich ozdób i biżuterii.
Do dziś Żydzi obchodzą wiele świąt i celebrują je w tradycyjny sposób. Jednym z najstarszych i najtrwalszych w ich tradycji świętem jest szabat (hebr. שַׁבָּת, pol. „odpoczynek”) – upamiętnia dzień, w którym stwórca odpoczął po stworzeniu świata. Rozpoczyna się w piątek wieczorem, a kończy w sobotę wieczorem. Wyznawców judaizmu obowiązuje wtedy całkowity zakaz pracy. Do najpopularniejszych dań podawanych podczas szabatu należą: śledzie, chałka, siekana wątróbka, nadziewane szyjki kurze, kiszka, kugel (babka ziemniaczana z cebulką), faszerowana ryba i czulent (duszony gulasz). Do pozostałych świąt żydowskich należą m.in.: Jom Kipur (hebr. יוֹם כִּפּוּ, pol. „Dzień Pojednania”) – o charakterze pokutnym, obchodzony w dziesiątym dniu miesiąca tiszri (wrzesień/październik), jesienne święto Sukkot (hebr. סוכות, pol. „Święto Namiotów”) obchodzone według kalendarza żydowskiego w dniach od 15 do 21 miesiąca tiszri (wrzesień/październik) i święto Chanuka (hebr. חנוכה, pol. „Poświęcenie”) przypadające na okres od 25 dnia miesiąca kislew do 2 dnia miesiąca tewet (listopad-grudzień).

## Kwestia żydowska
W 1938 roku nasiliła się akcja likwidacyjna własności żydowskiej, tzw. aryzacja (niem. Arisierung). Oznaczała ona wrogość i niechęć do Żydów oraz zachwyt nad Adolfem Hitlerem i jego poglądami. Synagoga przy Poetensteig (dziś ul. 3 Maja) została przejęta przez NSDAP (niem. Nationalsozialistische Deutsche Arbeiterpartei), a podczas tzw. „nocy kryształowej” (niem. Kristallnacht) została podpalona i zamknięta. W czasie II wojny światowej obiekt był wykorzystywany jako obóz pracy dla jeńców francuskich a później jako magazyn. Rozebrany został 30 stycznia 1986 roku. Jednocześnie cmentarz żydowski (kirkut) o pow. ok. 0,25 ha usytuowany przy Turnerstraße (dziś ul. Sportowa) został zniszczony i zlikwidowany. Macewy posłużyły w późniejszym czasie do budowy m.in. muru przy ul. Broniszewskiej, J. Dąbskiego oraz wzmocnienia brzegów rzeki Regi.
Według M. Opęchowskiego: cyt.

Religia i tradycja żydowska zakłada sakralność i wieczystą nienaruszalność miejsc spoczynku zwłok. Oznacza to, że w odniesieniu do miejsc pochówku i cmentarzy obowiązuje zakaz naruszania, likwidacji bądź przeznaczania ich na inne cele (…).

Nielicznym Żydom pozostającym w mieście nie udało się przedsięwziąć żadnych kroków w celu ratowania miejsca spoczynku swoich bliskich. Po listopadzie 1938 roku władze nazistowskie przystąpiły do przymusowego wykupu nieruchomości i akcji żydowskich w przedsiębiorstwach, które (zgodnie z ówczesnymi przepisami prawa) przechodziły do rąk nie-żydowskich lub na własność państwa.

## Polscy robotnicy sezonowi
Od II połowy XIX wieku na dzisiejszych terenach gryfickich miały miejsce ruchy migracyjne polskich robotników sezonowych, którzy w znikomych ilościach zagospodarowywali tereny wiejskie. W okresie międzywojennym stanowili już kilkusetosobową grupę. Brak danych źródłowych nie pozwala na dokładne określenie tejże populacji. W 1932 roku wprowadzono całkowity zakaz wydawania pozwoleń dla pracowników sezonowych z Polski, tym samym ich liczba do 1939 roku ulegała zmniejszeniu. Wobec nasilającego się żywiołu niemieckich osadników w XIX wieku sam proces silnej germanizacji życia społecznego spowodował, że nieliczne grupy Polaków, które stanowiły niewielki odsetek populacji miasta nie wywierały znaczących zmian w życiu kulturalnym i lokalnym miasta, poza religijnym.
W latach 1926–1930 wybudowano w Gryficach nowy kościół katolicki pw. (niem. Heiligsten Herzen Jezu, pol. Najświętszego Serca Jezusa) przy ul. Schmückerstraße (dziś ul. Nowy Świat). Konsekracji kościoła w dniu 16 listopada 1932 roku dokonał bp Christian Schreiber. Poświęcono tam również obraz Matki Boskiej Częstochowskiej, który był darem polskich robotników sezonowych. Świątynia ta była jedynym kościołem katolickim w promieniu ok. 50 km. (dziś, podobnie jak przed II wojną światową, funkcjonuje z niewielką zmianą wezwania, tj. Najświętszego Serca Pana Jezusa w Gryficach). Budowa kościoła katolickiego była podyktowana wzrostem liczby wyznawców religii rzymskokatolickiej (w tym Polaków). Z danych wynika, że w połowie lat 20. XX wieku na terenie powiatu było ich 803, w tym 242 w samym Greifenbergu (dziś Gryfice).
Polacy kultywowali rodzime tradycje i obrzędowości. Do nich należały obyczaje religijne, związane z różnego typu świętami np. Bożym Narodzeniem, Wielkanocą, Bożym Ciałem, świętami maryjnymi, Wszystkimi Świętymi, a także tych, które tyczyły najważniejszych wydarzeń w życiu człowieka jak: poród, ciąża, zaręczyny, ślub, wesele czy pogrzeb. Różnice występowały jedynie na gruncie językowym, lecz i tu z czasem one zacierały się. Wielu Polaków i Polek wchodziło w związki małżeńskie, w których przyjmowano niemiecką obyczajowość, podobnie jak to miało miejsce ze starą słowiańszczyzną, która została niemal całkowicie zniemczona.
Rokrocznie ograniczano zezwolenia na pracę sezonową robotnikom z Polski. W 1933 roku w ich obronie powstał tu Polski Związek Robotników Rolnych. Ograniczenia były podyktowane m.in. próbą ratowania „niemieckiego wschodu” przed Polakami poprzez organizację tzw. „wewnętrznej kolonizacji”. Zapoczątkowana została ustawą z dnia 19 stycznia 1919 roku podjętą w Reichstagu, która przewidywała powstanie ok. 100 tysięcy nowych samodzielnych gospodarstw, również na terenie powiatu greifenberdzkiego (dziś gryfickiego). Przeciwko zatrudnionym sezonowo Polakom występował również Związek Artamanów – ochotniczej służby pracy (niem. Artamenbund (freiwilliger Arbeitsdienst)), założony w 1924 roku przez Willibalda Hentschela i zakładający „higienę rasową” oraz uznawanie darwinowskiej zasady walki o byt i selekcji jednostek.

## Przesiedlenia i depatriacje
Po II wojnie światowej – w wyniku postanowień jałtańskich i poczdamskich – ziemie Pomorza Tylnego (niem. Hinterpommern) (dziś woj. zachodniopomorskie oraz częściowo pomorskie i wielkopolskie) zostały przejęte przez Polskę. Rozpoczął się etap przesiedleń i repatriacji.
Do końca roku 1948 Gryfice stały się wielonarodowym miastem z dominującym czynnikiem polskim i licznym napływem osadników ukraińskich, białoruskich i litewskich. Akcja przesiedleń była realizowana na mocy porozumień zawartych we wrześniu 1944 roku pomiędzy władzami polskimi a republikami radzieckimi: Ukrainy, Białorusi i Litwy oraz umowy z 6 lipca 1945 roku pomiędzy ZSRR a Tymczasową Radą Jedności Narodowej RP, dotyczącą Polaków i Żydów, z wyłączeniem Ukraińców, Białorusinów i Litwinów, którzy posiadali obywatelstwo polskie i zamieszkiwali na Kresach Wschodnich. Ci jednak omijali zapisy umowy międzynarodowej i przyjeżdżali na tereny polskie wraz z polską ludnością. Według danych szacunkowych z lat 1945–1948 do Polski przesiedlono ok. 1260 tys. mieszkańców z Ukrainy, Białorusi i Litwy, z czego do miasta Gryfice – 1048 osób, co stanowiło 10,9% ogółu mieszkańców, natomiast na wieś w powiecie gryfickim – 5704 osób (32,3% ogółu mieszkańców). Świadectwem ich bytności w mieście było powołanie parafii Polskiego Autokefalicznego Kościoła Prawosławnego (cerkiew parafialna pw. Zaśnięcia Przenajświętszej Bogurodzicy, powołana w 1954 roku w obiekcie kościoła staroluterańskiego św. Jana (niem.) St. Johanniskirche, przy ul. Schmückerstraße (dziś ul. Nowy Świat), powstałego w latach 1911–1913).
W 1945 roku Niemcy stanowili dość spory odsetek populacji miasta, który zmieniał się z każdym miesiącem i ulegał spadkom procentowym w stosunku do ogółu ludności miasta (akcja depatriacyjna). W Zagórzu (przejściowa nazwa Gryfic) zamieszkiwało ich w maju ok. 4 tys. (96% populacji), a w grudniu 1945 roku – 2302 osoby (39%). Według danych z 31 grudnia 1948 roku w Gryficach zamieszkiwało ich jedynie 13 (0,14%), a na wsi powiatu gryfickiego – 86 (0,5%).

## Obrzędy i zwyczaje ludności ukraińskiej
Odrębność kulturową ludności ukraińskiej można zauważyć na podstawie kultywowanych przez nich obrzędów związanych ze świętami kalendarzowymi i rodzinnymi. Wśród obrzędowości kalendarzowej widoczne jest ścisłe jej powiązanie z porami roku, odwoływanie się do natury i wszelkich prac o charakterze rolniczo-gospodarczym. Przykładem mogą być święta obchodzone w tzw. cyklu letnim – święto św. Trójcy (Zielone Święta), Iwana Kupały (inaczej narodziny św. Jana) – 7 lipca, święto św. św. Piotra i Pawła – 12 lipca, święto Makowija (14 sierpnia) i Spasa (Przemienienia Pańskiego) (19 sierpnia). Podobny przykład to święta w cyklu jesiennym, do których należą – święto Pokrowa (Opieki Matki Bożej) obchodzone 14 października, Mychajła – 21 listopada, Wwedennia (wprowadzenie Matki Boskiej do świątyni) – 3 grudnia i św. Mikołaja – 19 grudnia.
Rodzinna obrzędowość ukraińska to zwyczaje związane z najważniejszymi momentami w życiu człowieka. Z tymi właśnie wydarzeniami wiąże się wiele tradycyjnych zachowań, wierzeń i przesądów. Np. od narodzenia dziecka aż do jego chrztu do domu nie wolno wpuszczać obcych osób. Bardzo malownicze i pełne tradycyjnych obrzędów jest zawarcie małżeństwa i wesele – z chlebem i haftowanym ręcznikiem w tle, a także tańcami, śpiewem i zabawami. Natomiast po śmierci członka rodziny ukraińskiej otwierano bramy domostwa, zasłaniano lustra, powiadamiano sąsiadów i krewnych o zgonie, opieczętowywano grób.

## Kultura Romów gryfickich
Dziś wśród ogólnej liczby mieszkańców pojawia się także niewielki odsetek ludności romskiej, która na stałe zaczęła zamieszkiwać miasto w latach 60. XX wieku (przejście z życia nomadycznego do osiadłego), choć pierwsze ślady ich osadnictwa zostały odnotowane przez historiografię niemiecką, która datowała ich bytność na wieki średnie. Dowodem na zamieszkiwanie Romów w Gryficach był m.in. cmentarz „tatrowski” (cygański) usytuowany poza murami miasta przy kościele św. Gertrudy. Romowie gryficcy na co dzień posługują się językami, do których należą Lomarven i Romani, nasycone różnymi dialektami (używane w centralnej i zachodniej Europie). Zdarza się, że obok odrębności językowej pojawiają się także inne obrzędy i wierzenia charakterystyczne dla Romów, choć najczęściej asymilują się z religią kraju, który zamieszkują.
Spośród tradycji romskich utrzymała się m.in. ta, która kobietę w ciąży uznaje za „nieczystą”. Nie może urodzić dziecka w domu, a czego się dotknie po porodzie, zostaje zniszczone. Kwarantanna jest prowadzona do czasu chrztu dziecka. Dzieciom nadaje się trzy imiona. Pierwsze – znane jedynie matce dziecka, drugie – nadawane podczas chrztu w kulturze romskiej i trzecie – nadawane podczas ponownego chrztu według obrządku chrześcijańskiego. Romowie rzadko wiążą się z osobami nie-romskimi. Małżeństwa są zawierane dość wcześnie, w wieku 9-14 lat (według jednych źródeł) lub 13–16 (według innych). Noszą również tradycyjne stroje, które określają ich odrębność etniczną. Jest to szczególnie kultywowane przez starsze pokolenie. Kobiety wyróżniają charakterystyczne długie ciemne lub kolorowe suknie, podszyte falbanami i przyozdobione chustą. Mężczyźni noszą natomiast ciemne bufiaste spodnie, jasne bogato zdobione koszule o szerokich rękawach i biżuterię, która świadczy o ich zamożności.
Charakterystyczne dla Romów jest również to, że najczęściej wykonują zawody, które pozwalają im na jak największą swobodę w działaniu i nie są zbyt monotonne. Romowie nie podejmują pracy na roli. Dziś Romki walczą o swoją emancypację poprzez działalność w Romskim Stowarzyszeniu Oświatowym Harangos założonym w Małopolsce w 2004 roku. Na terenie miasta Gryfice również działa romskie stowarzyszenie – Unia Romów Pomorza Zachodniego w Gryficach.

## Mniejszości narodowe i etniczne dziś
Silnie ukształtowana polska kultura i obyczajowość po II wojnie światowej zepchnęła na drugi plan tradycje wynoszone z innych etnicznie i kulturowo zróżnicowanych domów. Dla porównania, dziś powiat gryficki zamieszkuje 60 612 osób, gminę Gryfice – 23 473, samo natomiast miasto – 16 583, z czego mniejszość nie-polska stanowi – 72 osoby, romska – 22 i ukraińska – 19 osób (dane tyczą gminy Gryfice). Porównując liczbę ludności gminy Gryfice z liczbą mniejszości narodowych i etnicznych zauważymy, że ci ostatni stanowią dziś zaledwie 0,48% populacji gminy.
Obecnie sprawy tyczące zachowania i rozwoju tożsamości kulturowej mniejszości narodowych i etnicznych w Polsce, z równoczesnym zachowaniem i rozwojem języka regionalnego; stosowania zasady równego traktowania osób bez względu na pochodzenie etniczne – określa ustawa z dnia 6 stycznia 2005 roku, o mniejszościach narodowych i etnicznych oraz o języku regionalnym.

### Źródła
- Państwowa Straż Ochrony Zabytków, Sprawozdanie za lata 1983-1986, Szczecin 1987.

### Źródła online
- Główny Urząd Statystyczny, Ludność. Stan i struktura w przekroju terytorialnym. Stan w dniu 30 VI 2010 r. (pol.) [dostęp 2011-04-05].
- Główny Urząd Statystyczny. Baza demografia, Deklaracje narodowościowe w gminach w 2002 r. (pol.) [dostęp 2011-04-05].
- Internetowy System Aktów Prawnych, Ustawa z dn. 6 stycznia 2005 r., o mniejszościach narodowych i etnicznych oraz o języku regionalnym, Dz. U., rok 2005, nr 17, poz. 141 (pol.) [dostęp 2011-04-09].

### Opracowania
- Białecki T., Struktura demograficzna ludności polskiej Pomorza Zachodniego w świetle spisu ludności z dnia 31 XII 1948 r. [w]: Przegląd Zachodniopomorski, nr 1, Szczecin 1968.
- Cieśliński A., Obraz Matki Boskiej powrócił do kościoła [w]: Cieśliński A. (pod red.), Zeszyty Gryfickie, nr 1, Gryfice 2001.
- Dopierała B., Polskie losy Pomorza Zachodniego, Poznań 1970.
- Kantzow T., Pomerania. Eine pommersche Chronik aus dem sechzehnten Jahrhundert, T. I, Stettin 1908.
- Labuda G., Kształtowanie się ustroju wczesnofeudalnego (1120–1230) [w]: Labuda G. (pod red.), Historia Pomorza, T. I, cz. 1, Poznań 1969.
- Klän W., Selbständige evangelisch-lutherische Kirchen östlich von Oder und Neisse – eine Zwischenbilanz, Oberusel, Fakultät der Luth. Theol. Hochachule, 1996.
- Macholak J., Rok 1945 w Gryficach [w]: Kozłowski K. (pod red.), Ziemia Gryficka 1945–1985, Gryfickie Towarzystwo Kultury w Gryficach, Gryfice 1987.
- Macholak J., Z dziejów parafii rzymskokatolickiej w Gryficach w latach 1945–1957 [w]: A. Cieśliński (pod red.), Ziemia Gryficka 1993. Kościół katolicki na ziemi gryfickiej, Szczecin-Gryfice 1993.
- Podralski J., Materiały źródłowe do dziejów Ziemi Gryfickiej w Archiwum Państwowym w Szczecinie [w]: Cieśliński A. (pod red.), Zeszyty Gryfickie, nr 1, Gryfice 2001.
- Rzeszowski S., Z dziejów Gryfic [w]: Białecki T. (pod red.), Ziemia Gryficka 1969, Gryfickie Towarzystwo Kulturalne w Gryficach, Gryfice 1971.
- Salinger G., Zur Erinnerung und zum Gedenken. Die einstigen jüdischen Gemeinden Pommerns, T. II, New York 2006.
- Sommerfeld W., Geschichte der Germanisierung des Herzogyhums Pommernoder Slaven bis zum Ablauf des 13 Jhr, Leipzig 1896.
- Szczaniecki M., Ramy terytorialne rozwoju historycznego Pomorza Zachodniego [w]: Ślaski K., Pomorze Zachodnie. Nasza ziemia ojczysta, Poznań 1960.
- Ulrich A., Chronik des Kreises Greifenberg in Hinterpommern, Dötlingen 1990.
- Wróblewski T., Etnograficzny zarys Pomorza Zachodniego [w]: Ślaski K. (pod red.), Pomorze Zachodnie – nasza ziemia ojczysta, Poznań 1960.

### Opracowania online
- Cała A., Emancypacja (pol.) [dostęp 2019-02-02].
- Cała A., Węgrzynek H., Strój żydowski (pol.) [dostęp 2011-04-03].
- Dańko I. (Gazeta.pl Kraj), Emancypacja polskich Romek (pol.) [dostęp 2011-04-05].
- Desealers M., Perspektywa sprawców, przykład komendanta Rudolfa Hössa (pol.) [dostęp 2011-04-07].
- Dłubała I., Holokaust zagłada Żydów (pol.) [dostęp 2011-04-07].
- Dmitrów E., Mittgart nad Wołgą. O nazistowskiej mitologii Wschodu. mowiawieki.pl. [dostęp 2014-02-07]. [zarchiwizowane z tego adresu (2007-10-31)].
- Dziubała K., Religia i kultura Romów (pol.) [dostęp 2011-04-05].
- Free CSS Templates, Cyganie-stroje (pol.) [dostęp 2011-04-05].
- Galus H., Społeczeństwo Pomorza (pol.), T. I, cz. 3, Gdańsk 2004, edycja internetowa 2009, [dostęp 2011-04-03].
- Kowalik P. i in., Święta żydowskie (pol.) [dostęp 2011-04-03].
- Lahitte J., Gryfice (pol.) [dostęp 2011-04-03].
- Mieczkowski J., Z dziejów Żydów na Pomorzu Zachodnim (pol.) [dostęp 2011-04-03].
- Okraska R., Cyganie-Romowie (pol.) [dostęp 2011-04-05].
- Opęchowski M., Cmentarze żydowskie na Pomorzu Zachodnim. Stan zachowania, problemy konserwatorskie (1) (pol.) [dostęp 2011-04-07].
- Praca zbiorowa, Aryzacja (termin) (pol.) [w]: Lernen aus der Geschichte. [dostęp 2011-04-07].
- Rademacher M., Deutsche Verwaltungsgeschichte 1871-1990. Landkreis Greifenberg (niem.) [dostęp 2011-04-07].
- Riemann H., Geschichte der Stadt Greifenberg in Pommern: eine Gedächtnissschrift zum sechshundertjährigen Jubiläum der Stadt, Toepler, Greifenberg/Pommern 1862.
- Rzetelska-Feleszko E., Problem odtworzenia dawnych stosunków etnicznych na Pomorzu Zachodnim na podstawie materiału onomastycznego (pol.) [dostęp 2011-04-03].
- Taras J., Obyczaje żywe. O tradycjach i obrzędach ukraińskich (pol.) [dostęp 2011-04-05].
- Urząd Miejski w Gryficach (oficjalny serwis miasta), Lista stowarzyszeń działających na terenie gminy Gryfice (pol.) [dostęp 2011-04-05].
- Wachowiak B., Szultka Z., Hanyga K., Pomorze słowiańskie, Pomorze germańskie (pol.) [w]: koszalin7.pl, Koszalin 2011, [dostęp: 2011-07-30].
- Wirtualna Polska (portal), Polskie zwyczaje i obyczaje (pol.) [dostęp 2011-04-08].

### Opracowania prasowe
- Bieniek D., Jarząb W., Cmentarze i ... bloki, „Gryfickie Echa”, z dn. 3 listopada 2005 r., Gryfice 2005.
- Jarząb W., Dom boży księdza Wende, „Gryfickie Echa”, z dn. 22 stycznia 2009 r., Gryfice 2009.
- Jarząb W., Historie miasta Greifenberg, „Gryfickie Echa”, nr 17–22, Gryfice 2008.
- Jarząb W., O dekrecie zaginionym i księdzu budowniczym, „Gryfickie Echa”, z dn. 15 stycznia 2009 r., Gryfice 2009.
- Jarząb W., O dwóch synagogach i grzywnie pastora, „Gryfickie Echa”, z dn. 8 maja 2008 r., Gryfice 2008.
- Jarząb W., O synagodze, kirkucie i obozie pracy, „Gryfickie Echa”, z dn. 15 maja 2008 r., Gryfice 2008.